# Camprodon
Cet article possède un paronyme, voir Campredon.
Camprodon est une commune d'Espagne dans la communauté autonome de Catalogne, province de Gérone, de la comarque du Ripollès.

## Géographie

### Localisation
La commune de Camprodon est située à l'est des Pyrénées, à mi-distance de la ville de Ripoll, au sud-ouest, et de Prats-de-Mollo-la-Preste, au nord-est sur le versant français.

### Communes limitrophes
| Llanars                    | Molló                                  | Prats-de-Mollo-la-Preste (France) Lamanère (France) |
| Vilallonga de Ter Ogassa   | Camprodon                              | Montagut i Oix                                      |
| Sant Joan de les Abadesses | Sant Pau de Segúries La Vall de Bianya | Montagut i Oix                                      |

### Hydrologie

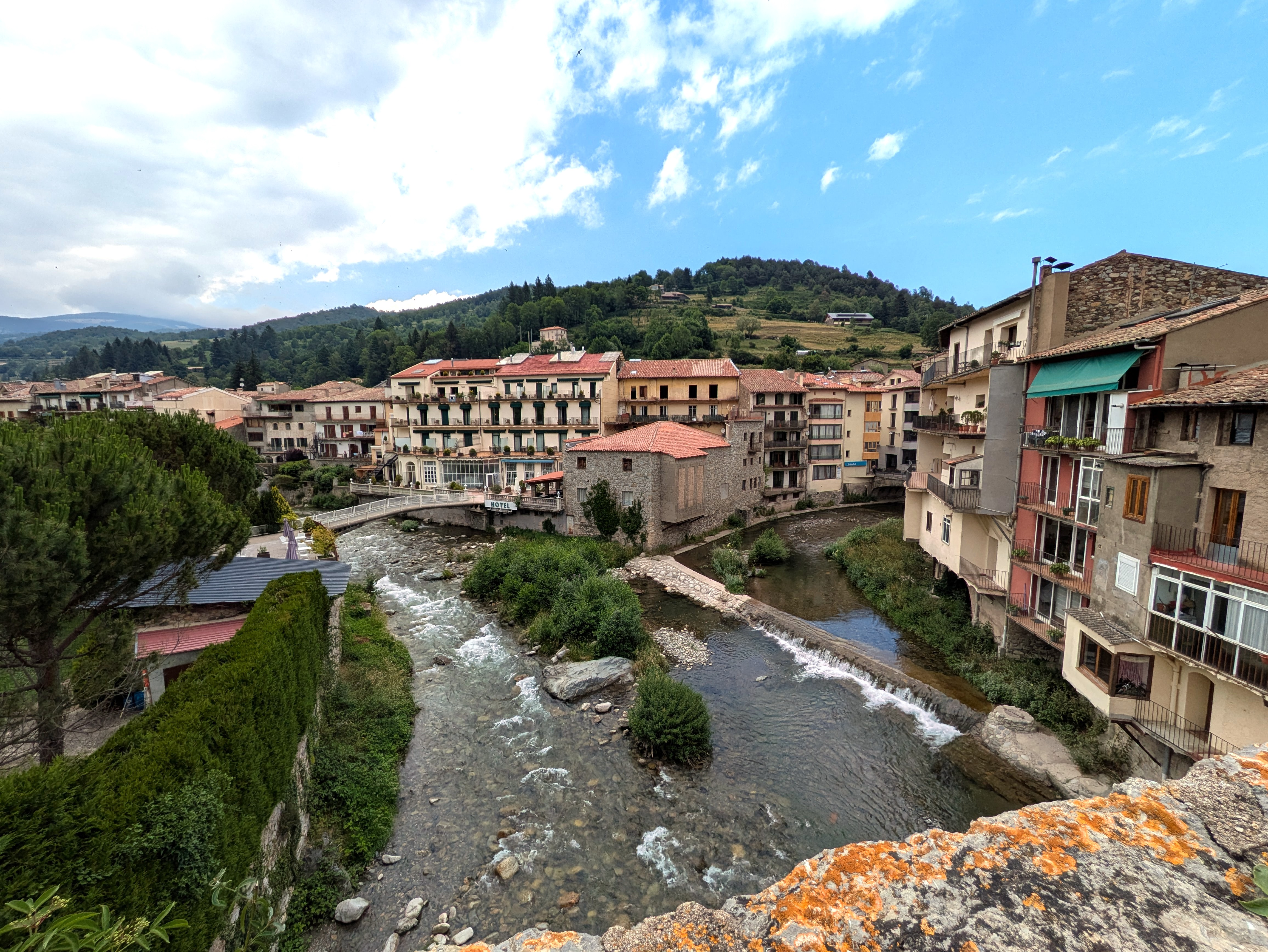
Confluence du Ter (à gauche) et du Ritort.

Le noyau urbain de Camprodon est situé à la confluence du Ter, en provenance du nord-ouest et se dirigeant ensuite vers le sud, et de son affluent le Ritort, descendant depuis Molló au nord-est.

### Voies de communication et transports
La commune de Camprodon est traversée par plusieurs routes dont les principales sont :
- la route C-38 qui se dirige vers le nord-est en direction de Molló et vers le sud en direction de Sant Pau de Segúries. Depuis le centre-ville ;
- la route C-771/GIV 5264 qui se dirige vers l'ouest en direction de Llanars ;
- la route GIV 5223 qui se dirige vers le nord-est en direction du château de Rocabruna.

## Histoire
La ville est prise par le maréchal de Noailles le 23 mai 1689 puis par le général Dagobert le 4 octobre 1793 pendant la guerre du Roussillon.

## Politique et administration

### Intercommunalité
La commune de Camprodon fait partie de l'intercommunalité du Vall de Camprodon, avec les communes de Llanars, Molló, Sant Pau de Segúries, Setcases et Vilallonga de Ter. Son siège est situé à Camprodon.

### Liste des maires
| Période    | Période   | Identité             | Étiquette                        | Qualité |
| ---------- | --------- | -------------------- | -------------------------------- | ------- |
| avril 1979 | juin 1987 | Berta Badà Cazeilles | PSC                              |         |
| juin 1987  | juin 1995 | Domingo Pairo Morera | CiU                              |         |
| juin 1995  | juin 2015 | Esteve Pujol i Badà  | PSC                              |         |
| juin 2015  | En cours  | Xavier Sala i Pujol  | Indépendants-Junts Fem Camprodon |         |

## Culture locale et patrimoine

### Lieux et monuments
Les lieux et monuments notables de Camprodon sont les suivants :
- la maison natale d'Isaac Albéniz, située sur la Plaça de la Vila ;
- le Pont Neuf, au-dessus du Ter, bâti au XIIe siècle ;
- l'église Sainte-Marie, des XIVe et XVIIIe siècles ; s'y trouvent les reliques de Saint Pelade (en catalan Sant Patllari)[4] ;
- l'église Saint-Pierre de Camprodon, fondée dans le Comté de Besalú en 948 par le comte Guifred ou Wilfrid, second fils de Miron, comte de Cerdagne et frère de Sunifred qui fit aussi des legs en sa faveur dans son testament de 967. Elle relevait de l'Ordre de Saint-Benoît et du Diocèse de Gérone de 951 jusqu'en 1835[5]. Elle a dépendu de l'Abbaye de Moissac depuis 1017 jusqu'en 1202, époque où son église romane fut reconstruite et consacrée en 1169. Un faubourg s'était formé autour de l'abbaye, et Pierre II d'Aragon donna en 1196 la permission d'établir une ville forte, au lieu-dit Podium reliquiam, pour servir d'asile aux habitants en temps de guerre ;
- la chapelle romane du Roure, sur la route en direction de Molló ;
- le château de Camprodon ou de Saint-Nicolas, construit au XIIe siècle ;
- le hameau de Beget et son église Saint-Christophe ;
- le château de Rocabruna, construit au Xe siècle ;
- le château de Creixenturri, construit au XIIIe siècle et dont ne subsistent que les fondations ;
- la tour de Cavallera, construite au XIVe siècle ;
- l'hôpital gériatrique, construit de 1931 à 1932 et d'architecture en partie noucentiste.

### Personnalités liées à la commune
- Isaac Albéniz (1860-1909) : compositeur né à Camprodon ;
- José Cuatrecasas (1903-1996) : botaniste né à Camprodon ;
- Jaume Bertranpetit (1952-) : généticien né à Camprodon.
- Feliu Guillaumes (1962-2024), politicien né à Camprodon.

## Galerie de photos

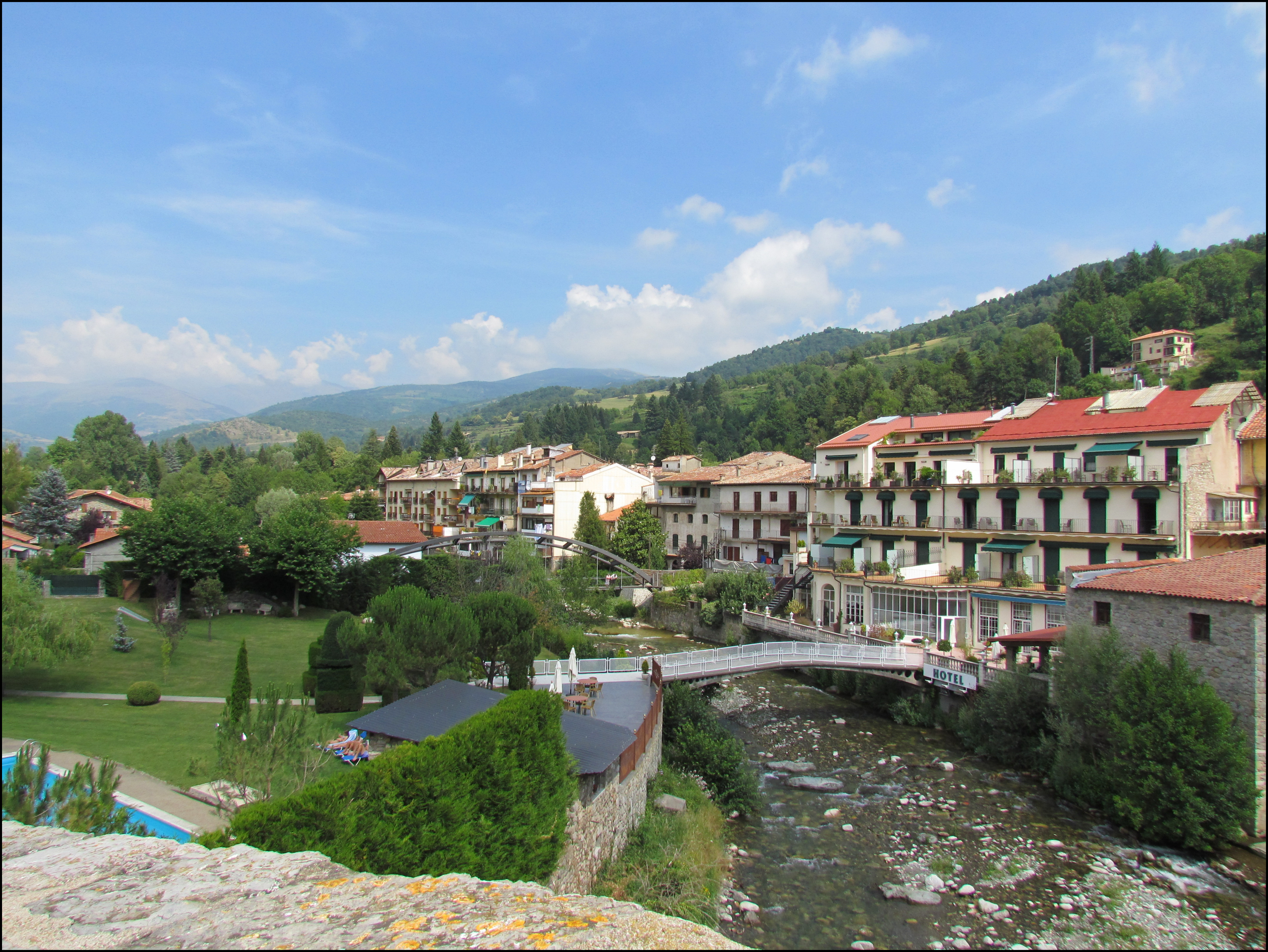
Vue sur les passerelles qui enjambent le Ter.
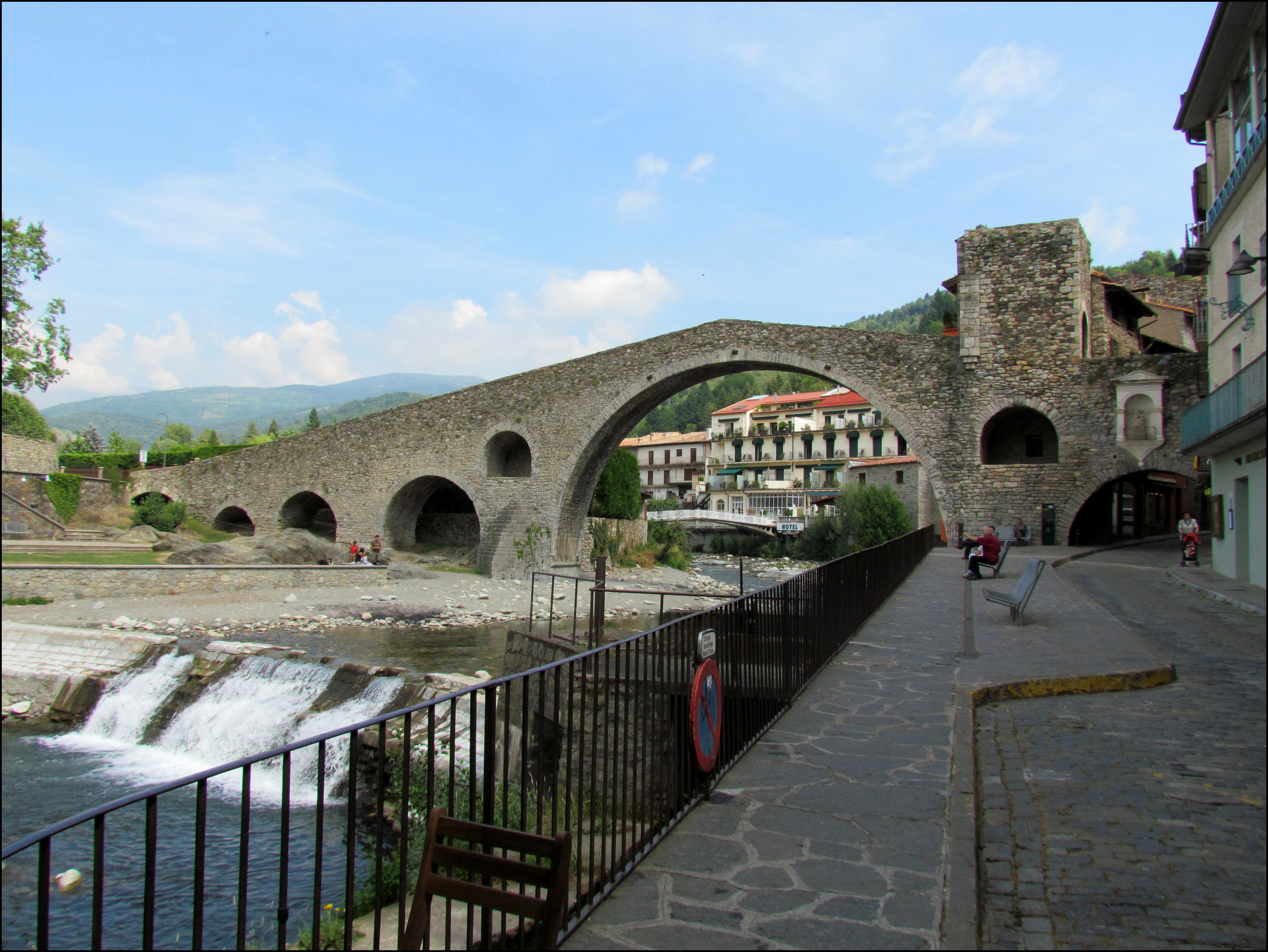
Vue sur le pont neuf.
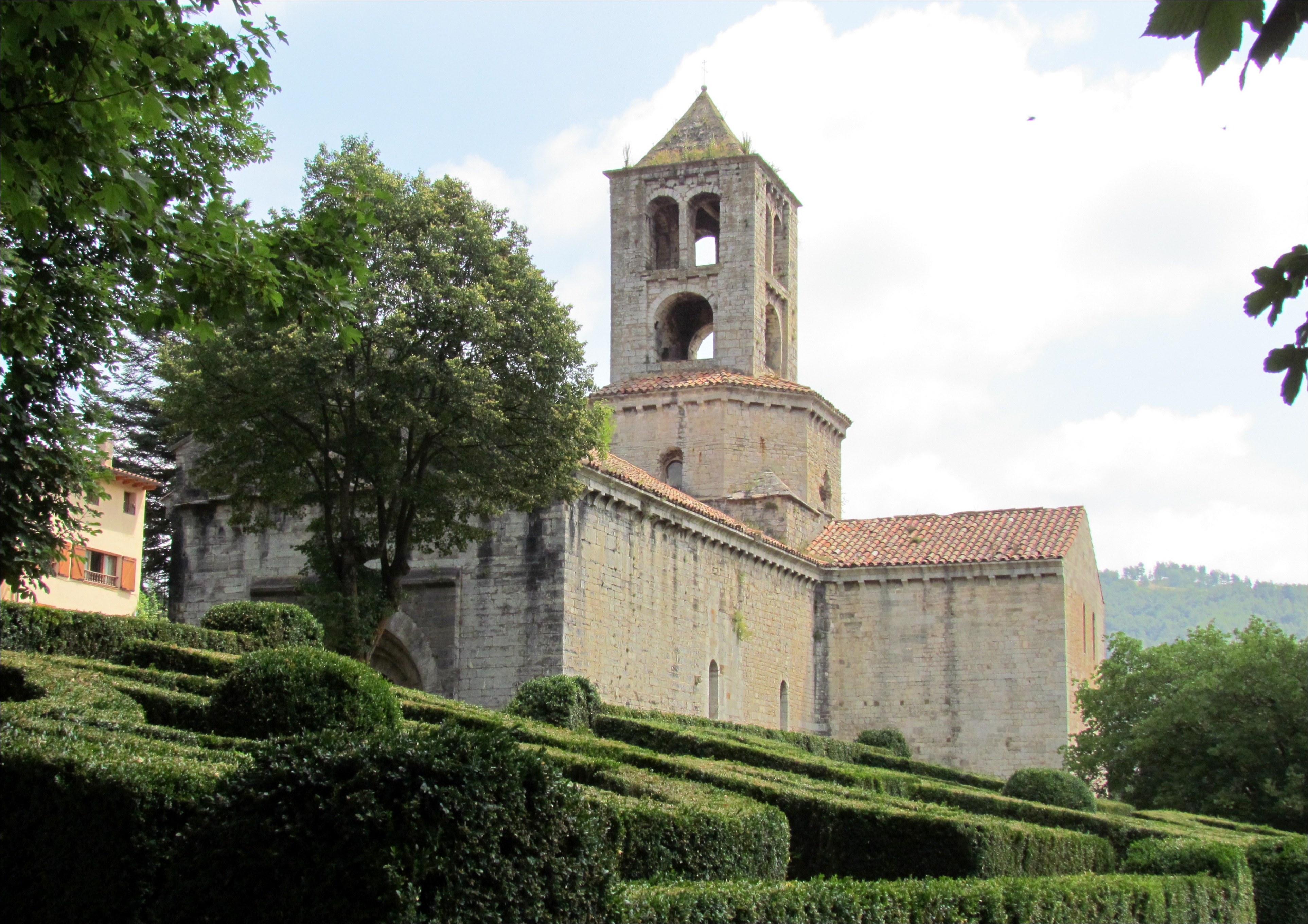
Église romane de l'ancien monastère.
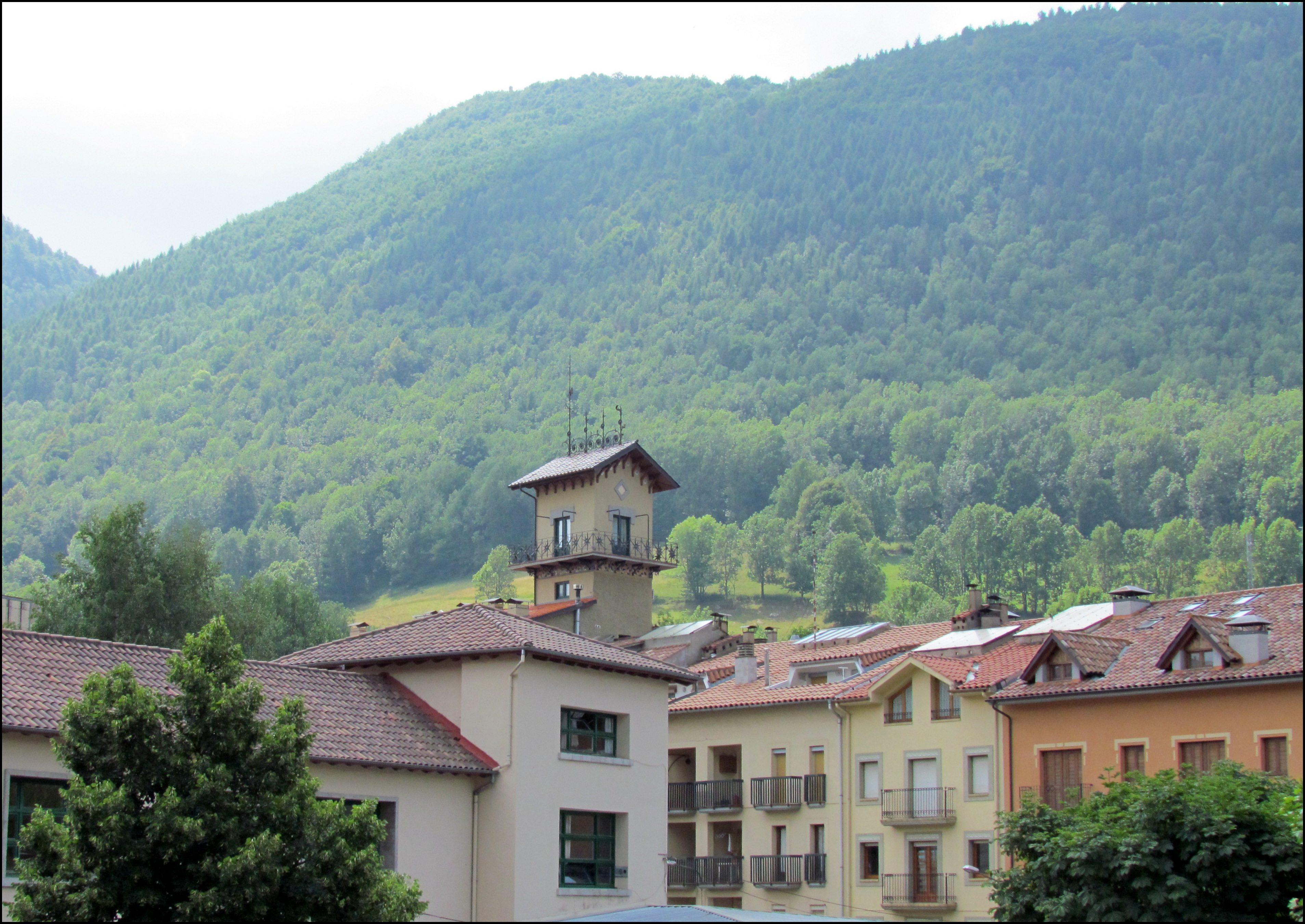
Vue sur quelques maisons au pied des Pyrénées.